# Schóber Tamás
Schóber Tamás (Pécs, 1963. június 5. –) zeneszerző, karnagy, ének-zene tanár. Iskoláit Pécsett végezte, majd a Janus Pannonius Tudományegyetemen szerzett 1986-ban ének-zene - népművelő diplomát, mellyel párhuzamosan elvégezte a rézfúvós tanári tanszakot is. Párkai Istvánnál felsőfokú karnagyi diplomát szerzett Budapesten, ahol zeneszerzői tanulmányokat is folytatott. 2005-ben pedagógiai szakvizsgát tett a BMGE-n. A Magyar Hanglemezkiadók Szövetsége több aranylemezzel, platinalemezzel ismerte el zeneszerzői tevékenységét. 2011-ben önálló dokumentumfilm készült róla. 1986 óta a Pécsi Tudományegyetem 1. Számú Gyakorló Iskolájában tanít. 2014-ben mestertanári fokozatot szerzett. Napjainkra világszerte ismert zeneszerzővé vált, akinek albumai a világhálónak köszönhetően sokmilliós példányszámban kerültek el hallgatóihoz.

## Élete
Füredi Teréz (1931-1995, agronómus, adminisztrátor) és Schóber János (1931-2020, ének-zene szakos tanár) második gyermekeként született. Testvére, Schóber János. (1955- )  Általános iskolai tanulmányait a pécsi Mátyás Király Utcai Általános Iskolában végezte, majd a Széchenyi István Gimnáziumban érettségizett 1981-ben. A Janus Pannonius Tudományegyetem ének-zene-trombita-népművelés szakát elvégezve (1986), megkezdi tanári-karnagyi munkáját az anyaintézmény 1. Sz. Gyakorló Általános Iskolájában. Egy esztendő elteltével szakvezető tanári megbízást kapott.  Karnagyi, zeneszerzői tanulmányokat folytat Budapesten 1987 és 1993 között. 
Feleségével, Kozma Mártával 1990-ben köt házasságot. Két gyermekük születik, Schóber Soma (1995), és Schóber Sára (1996). 2005-ben újabb diplomát szerez a Budapesti Műszaki és Gazdaságtudományi Egyetemen. Tanárai többek között: Péczely Lászlóné (általános iskola), Varga Tamás (gimnázium), id. Várdai István (JPTE), Párkai István, Stark Tibor, Földes Imre (Budapest), majd személyesen találkozik Leonard Bernsteinnel (1983 Budapest, Erkel Színház), aki mély benyomást tesz rá.  
Az új zenehallgatási  koncepció 1996-ban valósulhatott meg, mikor Baranya megye ének-zene szaktanácsadójaként felfigyelt rá egy tankönyvkiadó, aki  azonnal bevezette azt. Ez az elgondolás egy 12 CD-s sorozatban realizálódott, ami több, mint két évtizede állja  az idők próbáját. Ekkor a tankönyvek bírálatára is felkérték, melyeket Tihanyi József kollégájával  korrigáltak. Átütő sikert jelentett ez a munka a magyar ének-zene oktatásban. Ez az anyag jelent meg először CD formátumban, kiváló hangminőséget produkálva, melyek a pécsi do-lá stúdió, s Dobos László munkáját dicsérik. 
A hanganyagok megalkotása után annak gyakorlati alkalmazásáról akkreditált előadás-sorozatokat tartott pedagógusoknak, karnagyoknak országszerte. Később az ALEXANDRA KIADÓ megbízásából egy 10 CD-t tartalmazó Zenehallgatási Antológiát készít Dobos Lászlóval. Mindemellett aktív részese a magyar zeneéletnek, annak több műfajában is otthonosan mozog. A pandémia időszaka alatt egyre több időt szentelt a zeneszerzésnek, így a zeneszerzés került a fő tevékenységének középpontjába. Ezzel párhuzamosan a PTE Pannon Gyermekkarral több világkörüli turnét valósít meg, ahol saját műveinek bemutatására is sor került. Műveinek ősbemutatói hazánkon kívül már a világ számos pontján, köztük New Yorkban, New Brunswickban, és Tokióban stb... is megvalósultak. Szabadidejében sok időt tölt családja körében, és szívesen sétál a természetben, dolgozik birtokán.

## Zenei pályafutása

### Eredményei zenészként, karnagyként és tanárként
1979-től gimnáziumának fúvószenekarát vezeti Nesz György hirtelen betegsége, majd halála bekövetkeztével. 1981-1982-ben A Magyar Néphadsereg Reggiement Zenekarának trombitása, mely zenekarral megnyerik a honvédség Ki Mit Tud? országos tehetségkutató versenyét. 1980-1984-ig a Pécsi Spirituálé Együttes vezetője, basszistája.  
Az együttessel a Ki Mit Tud? Magyar Televízió első kamerás válogatójáig tudtak eljutni. 1982-1983-ban a pécsi Spektrum Jazz Együttes trombitása. 1982-1988 között a Pécsi Nyári Színház zenés produkcióinak betanító karnagya, énekese. 1985-ben a bólyi zeneiskola, a Bólyi Ifjúsági Fúvószenekar alapítója, 1987-ig rézfúvótanára, szolfézs-zeneelmélet tanára, karmestere.
1986-tól iskolai kórusokat vezet, 1986-1998-ig a Pannon Volán Bartók Béla Férfikar másodkarnagya, 1994-1998-ig a szigetvári Tinódi Vegyes kar karnagya. 1982-től a Baranya Big Band Jazz Orchestra trombitása, majd 1987 és1990 között karmestere, hangszerelője és művészeti vezetője. 1996-ban zeneműkiadót alapít. Zenekarával 1988-ban az Europa Cantat több ezer énekesét kíséri, s együtt dolgozik több neves művésszel a kulturális élet széles skálájáról (többek között: Antal Imre, Szakácsi Sándor, Molnár Piroska, Helyei László, Lang Györgyi, Kulka János, Vári Éva, Szegvári Menyhért, Lovasi András, Berecz András, Csukás István, Pécsi Géza, Szulák Andrea, László Boldizsár, Tóth Gabi, Mága Jennifer, Kökény Attila, Wolf Kati, Takács Nicolas, Kovács László, Rost Andrea, Mága Zoltán, Ghymes Együttes stb. Szepes Máriával bensőséges kapcsolatot ápolt.  Oscar Peterson utódjával, aki a Manhattan Transfer Énekegyüttes zongoristája, sőt az énekegyüttes tenoristája (Alen Paul) is velük énekel ez alkalommal. 
Karnagyként bejárja Európát, vendégszereplésen, kórusversenyen Kanada (British Columbia, Vancouver Island sziget) és az Egyesült Államok közönsége is szeretettel fogadja (Calgary, Vancouver, Missoula, Los Angeles, Tucson, Las Vegas, Portland, San Francisco, Seattle, Cleveland, New York stb.). Ekkor rövid időre Mexicóba is ellátogat. Majd Kína közönsége is megismerkedik műveivel, feldolgozásaival. Részt vesz a Campanella Gyermekkarral a VI. Kórusolimpián, (Shaoxing) ahol ezüst VII. minősítést érnek el. Ezen világrendezvényen egyedül ők képviselik Magyarországot. Énekelnek a Shanghaj Expón a Magyar Pavilonban, fogadja őket a magyar konzul, eljutnak Pekingbe, sőt a Kínai Nagy Falon is adnak koncertet. Hazánkat népszerűsítik, a magyar zeneszerzők műveit hitelesen, hihetetlen népszerűséggel tolmácsolják. Híd szerepet tölt be az idősebb és a mai zeneszerző generációk között. Ennek gyümölcseként adaptálja zongorára Decsényi János: Kati dalai c. ciklusát, melyet a Pécsi Kodály Központban mutatnak be 2013. december 15-én, a zeneszerző jelenlétében. A ugyanitt  csendül fel 2014. március 22-én Carl Orff: Carmina Burana c. műve, melyben karigazgatói feladatokat lát el s az MR énekkar, az MR zenekar és a Campanella Gyermekkar adja elő, Kobayashi Ken Ichiro vezényletével. 2014-ben mestertanári fokozatot szerez. 2015-től felerősödik zeneszerzői és karnagyi tevékenysége. A 2015-től, az újonnan alapított PTE Pannon Gyermekkarral 4 nagyszabású koncertkörutat valósít meg főleg Kanadában, az USA-ban, de jártak Japánban is népszerűsítve a Kodály Zoltán nevével fémjelzett zenetanítási koncepciót.

### Eredményei zeneszerzőként
Zeneszerzőként több mint 500 művet alkotott, több szerzői CD-je (Baranya Big Band 1998-zeneszerzés, hangszerelés; Pécs, a mediterrán hangulatok városa 2001; Emil 2003; Kölyököröm 2006; Novemberi mise, Missa mosso 2009-zeneszerzés; "Európa Kulturális Fővárosa 2010-Hangulatok emlékek"; Hagyományok, értékek; valamint a "Pécs, kulturális világváros" című 2010-zeneszerzés, hangszerelés. Négy színpadi műve (A két Lotti 1993; Ludas Matyi 1998; Emil 2003; A pad 2010) látott napvilágot. Énekkari és hangszeres zenéi jelentek meg (Novemberi mise 2007; Missa mosso, km.: Szekszárd Big Band, művészeti vez.: Pecze István, hangszerelés: Gráf Ádám 2008; Vonósrapszódia I. vonósnégyes 2008.). Zenei együtteseivel nemzetközi és hazai kórusversenyeken számos I., II., III. díj kitüntető oklevél, különdíj és a francia TV5 zenei pályázatának díjnyertese (1995). Ezenfelül a Magyar Hanglemezgyártók Szövetsége a 2007. esztendőben négy aranylemezt és egy platinalemezt adott át munkája elismeréséül. Folyamatosan nyer zeneszerzőknek kiírt pályázatokat. Szignáljai európai és világrendezvényeken egyaránt felcsendülnek. Műveit a hazai tv- és rádióállomások mellett már a külföldi rádióadók is rendszeresen műsorra tűzik. 
Eddigi legátfogóbb alkotása (Dobos Lászlóval közösen) egy 10 CD-t tartalmazó Zenehallgatási Antológia, mely tanítási, zeneszerzői, karnagyi, pedagógiai tapasztalatait sűríti egy átfogó oktatási, ismeretterjesztő anyagba (Alexandra Kiadó). "Zeneszerzői stílusát szakmai tökéletesség, világos dallamvezetés és egyszerűségre, közérthetőségre törekvés, életszeretet jellemzi." (Kovács Attila: Pécsi Concerto c. könyve 628. o.) 2011. szeptember 29-én a PLUS TV NEWS Hungary felkérésére önálló dokumentumfilm készült Schóber Tamásról (link). Ezzel bekerült Magyarország jelentős személyiségei közé. A film megjelenik Magyarország jelentős személyiségeinek arcképcsarnokában. A film Szilágyi János riporter, főszerkesztő vezetésével készült.  A 2015-ben megrendezett Europa Cantat egyik nagykövet kórusának karnagya. Zeneszerzőként meghívják az EC 2015 zeneszerzői bemutatójára, ahol az 56 részt vevő ország közül bekerült abba az 5 országba, akik élő bemutatóval képviselhették országunkat. Az élő bemutató nagy sikert hozott számára. Műveit, kiadványait, kottáit, CD-it 14 országba vitték el az érdeklődő zenei szakemberek, karnagyok, menedzserek. A bemutató sikerét műveinek elterjedése, az átlagosnál élénkebb érdeklődés jellemezte. 
2015-ben meghívást kap a New York-i Carnegie Hall-ba, ahol a Missa mosso c. művének bemutatása, ill. kórusának bemutatkozására nyílik lehetősége. Erre ebben az évben nem kerülhetett sor, de az amerikai fél meghívása továbbra is érvényben van. 2015 más szempontból is fontos esztendő, hisz civil kezdeményezést indít egy zenei egyesület létrehozására, a magyar kórusművészet hagyományainak ápolására irányuló célrendszer meghatározásával. A másik óriási elismerés a hallgatóktól származik: lemezei éves szinten több mint 300 milliós  példányszámban kerülnek eladásra, vetekedve ezzel egy világhírű popsztár éves teljesítményével.https://www.schober.hu/elert-eredmenyek https://vilagmagyarsag.pte.hu/hu/team/schober-tamasA pandémia ideje alatt nagyszabású szimfonikus művek készülnek el (21 gramm, European Rhapsody 2021, Divertimento, Closed). Ekkor íródik a Pannon mise is, amely kizárólag gyermekkarra, vonósnégyesre és zongorára készült. A Pannon miséről hangfelvételt is rögzítettek, (Tom-Tom Stúdió Budapest) majd a magyar ősbemutatót követően 2022 júniusában New Yorkban több helyen is (Manhattanben) elhangzik, e mellett  New Brunswickban is megtörtént a mű amerikai ősbemutatója! 2023-tól a nagyszabású "Memory" sorozat művei látnak napvilágot. Így elkészült a Vancouver Memory, Calgary Memory, New York Memory, San Francisco Memory, Los Angeles Memory, Cleveland Memory, Beijing Memory, Shanghai Memory, Tokyo Memory, Kyoto Memory, Lisbon Memory, Bogota Memory, Cartagena Memory, Lima Memory, Buenos Aires Memory.

### A Pannon Gyermekkar
Így 2015 őszén megalakul a Pannon Zenei Egyesület, mely elsőként egy gyermekkart hozott létre, majd további énekes közösségek megalakulását tűzte ki céljául. Ez a kórus a Pannon Gyermekkar elnevezést tudhatja magáénak. Az egyesület és a gyermekkar támogatói, védnökei között támogatásával, segítségével Kodály Zoltánné is kiemelt szerepet vállalt. 2016-ban újabb meghívás érkezett New Yorkból, immár Schóber Tamás mellett a Pannon Gyermekkar-nak címezve. Számos koncert, hangfelvétel készült a gyermekkarral, ismét új színt visz Pécs város kulturális életébe a karnagy.
Elindult az amerikai út megvalósításának konkrét tervezése, kivitelezése. A terv valósággá is válik, Schóber Tamás a Pannon Gyermekkarral 2017 júniusában színpadra lép, a New York-i Carnegie Hall-ban. A turné során New Yorkban több Kodály bemutatót, koncertet tartanak, majd New Jerseybe, New Brunswickba is eljutnak műsorukkal az ott élő magyarokhoz. 2018-tól felkérést kapnak a Manhattan Concert Productions-tól Broadway darabokban való karigazgatói feladatok ellátására New Yorkban és Londonban egyaránt. E feladat énekkarával együtt vár rá, s a gyermekkar mellett már a vegyes karra is számítanak a szervezők.
2019 nyarán Kanada-USA turnéra indulnak a Pannon Gyermekkarral, és a Pannon Vegyes Karral. A turné 24 napos programja kiemelt fontosságú, hiszen a magyar gyermekkarokra írt kompozíciók népszerűsítését vállalják föl az amerikai földrészen. A turné védnökei: Kodály Zoltánné, Dr. Hoppál Péter miniszteri biztos, Dr. Miseta Attila, a PTE rektora. Ezen a rendkívüli koncertkörúton koncerteznek Calgaryban, Vancouverben, Missoulában, San Franciscoban, Los Angelesben, Clevelandben, New Yorkban, New Jerseyben. Kiváló erőpróba ez a kórusnak, karnagynak egyaránt. Ezeken a koncerteken kizárólag magyar kóruskompozíciókat énekel a gyermekkar. Lehetőség nyílik arra is, hogy karnagyuk saját műveit világszerte bemutassák, így Schóber Tamás művei kilépnek az amerikai közönség elé. Fogadtatásuk nagy sikert hoz az énekkarnak, s a szerzőnek.
Ezt követően Japánból kap meghívást a gyermekkar. így 2020 januárjában Tokióban, Kiotóban, Kobéban és Oszakában énekel kirobbanó sikerrel a PTE Pannon Gyermekkar. Az alkalom a Sing’n Pray Kobei Nemzetközi Kórusverseny volt, ahol már a versenyprogramban is szerepelhetett Schóber Tamás saját műve,  a Novemberi mise Credo tétele, elnyerve a szakmai zsűri tetszését, ugyanis a művészeti szempontoknak megfelelve a hivatalos versenyprogram részévé vált. A siker itt sem maradt el, a gyermekkar díjnyertesként jöhetett le a színpadról. Sikerrel zárult a japán turné is.
A külhoni megmérettetésekkel párhuzamosan a hazai koncertezés sem maradt el. Rendszeres szereplői lettek Mága Zoltán Budapesti Újévi Koncertjének, s országszerte egyre ismertebbé válik a kórus. Ehhez hozzájárul az is, hogy a Bartók Rádió gyakran lehetőséget ad a kórusnak és a karnagyának a megnyilvánulásokra, így többször sor került az utazások és elért eredmények bemutatására. A szakmai elismerések egyike, hogy a Bartók Béla: Ne menj el! c. kórusművének feldolgozását többször leforgatta az adó. 2022 júniusában, a PTE Pannon Gyermekkar előadásában New York és New Brunswick közönsége is megismerkedett Schóber Tamás által komponált Pannon mise/ével. A  közönség a kórus interpretációját nagy ovációval fogadta, mely egyben azt is jelentette, hogy az ősbemutatón megszólaltatott művet szívébe zárta a közönség. 2022. június 21-én, Manhattanben, a New York-i Magyar Konzulátuson mutatták be az ott állomásozó diplomáciai testületek diplomatáinak a mű részleteit, majd június 24-én ugyancsak Manhattanben, a Szent István Katolikus Közösség szervezésében a Szent Joseph templomban örvendezett a közönség a mű ősbemutatójának meghallgatását követően. Június 26-án, New Brunswick közönsége is részese lehetett a Szent László napi ünnepi szentmise után felcsendülő Pannon mise ősbemutatójának. Ezt követően átadja kórusának vezetését Rébék-Nagy Andrásnak, egykori tanítványának.